# José Antonio Rueda
José Antonio Rueda Ruiz (* 29. října 2005) je španělský motocyklový závodník.
V roce 2022 se stal šampionem FIM JuniorGP World Championship a také Red Bull MotoGP Rookies Cupu.

## Kariéra

### Mistrovství světa silničních motocyklů - Moto3

#### Indonesian Racing Team Gresini Moto3 (2021)
V roce 2021 se Rueda zúčastnil Velké ceny Valencie jako náhradník za argentinského jezdce Gabriela Rodriga. Svůj první závod v Moto3 po pádu nedokončil.

#### Rivacold Snipers Team (2022)
Také v roce 2022 se Rueda zúčastnil závodu mistrovství světa. Při Velké ceně Francie nahradil Alberta Surru. Závod dokončil na 21. místě.

#### Red Bull KTM Ajo (2023-)
Pro rok 2023 se Rueda stal stálým jezdcem mistrovství světa silničních motocyklů, kdy nastoupil do finského týmu Red Bull KTM Ajo vedle tureckého jezdce Denize Öncü. Své jediné pódium v sezóně získal při Velké ceně Katalánska, když dojel na třetím místě. Sezónu zakončil na 9. místě se 121 body.
V roce 2024 se novým týmovým kolegou Ruedy stal Xabi Zurutuza.

## Statistiky

### Mistrovství světa silničních motocyklů

#### Závody podle sezóny
| Sezóna | Třída | Motocykl | 1       | 2      | 3      | 4     | 5     | 6      | 7      | 8     | 9       | 10     | 11    | 12    | 13     | 14     | 15    | 16     | 17     | 18      | 19     | 20    | 21 | Poz. | Body |
| ------ | ----- | -------- | ------- | ------ | ------ | ----- | ----- | ------ | ------ | ----- | ------- | ------ | ----- | ----- | ------ | ------ | ----- | ------ | ------ | ------- | ------ | ----- | -- | ---- | ---- |
| 2021   | Moto3 | Honda    | QAT     | DOH    | POR    | SPA   | FRA   | ITA    | CAT    | GER   | NED     | STY    | AUT   | GBR   | ARA    | RSM    | AME   | EMI    | ALR    | VAL Ret |        |       |    | NC   | 0    |
| 2022   | Moto3 | Honda    | QAT     | INA    | ARG    | AME   | POR   | SPA    | FRA 21 | ITA   | CAT     | GER    | NED   | GBR   | AUT    | RSM    | ARA   | JPN    | THA    | AUS     | MAL    | VAL   |    | 38.  | 0    |
| 2023   | Moto3 | KTM      | POR 4   | ARG 23 | AME 10 | SPA 5 | FRA 9 | ITA 14 | GER 13 | NED 6 | GBR 8   | AUT 11 | CAT 3 | RSM 9 | IND 10 | JPN 10 | INA 5 | AUS 18 | THA 16 | MAL Ret | QAT 16 | VAL 6 |    | 9.   | 121  |
| 2024   | Moto3 | KTM      | QAT Ret | POR 2  | AME    | SPA   | FRA 8 | CAT 3  | ITA 15 | NED 4 | GER Ret | GBR 9  | AUT   | ARA   | RSM    | EMR    | INA   | JPN    | AUS    | THA     | MAL    | VAL   | 8* | 65*  |      |

* Aktuální sezóna.